# William Friedman
William Frederick Friedman (24. září 1891 – 12. listopadu 1969), zvaný též král kryptologů,[zdroj?] byl americký armádní kryptograf, který ve 30. - 50. letech 20. století vedl výzkumnou divizi armádní signální zpravodajské služby (Signal Intelligence Service, SIS).
V roce 1940 se jeho skupině podařilo prolomit japonskou šifru PURPLE, čímž odhalili japonská diplomatická tajemství před vstupem Spojených států do druhé světové války. Friedman se také podílel na vynalezu šifrovacího stroje SIGABA, který byl využíván za druhé světové války. Bylo jich vyrobeno něco málo přes 10 000 kusů.
Již v roce 1922 Friedman napsal jedno z nejvýznamnějších děl kryptoanalýzy té doby Index shody a jeho aplikace v kryptografii. Opravdu převratnou prací byly jeho čtyřdílné Základy kryptoanalýzy vydané roku 1923.
Friedman byl nadaný v mnoha směrech, rozvíjel metody kryptoanalýzy, luštil nejrůznější šifry a zároveň se podílel na vynálezech šifrovacích zařízení. Na otázku, proč se věnuje kryptologii odpověděl: Člověk, který zasvětí svůj život kryptologii, k tomu musí mít zvláštní podněty. Zaprvé radost z toho, že může bez omezování rozvíjet své schopnosti. A zadruhé, neuvěřitelná zvědavost dozvědět se, co si lidé píší, že nechtějí aby tomu ostatní rozuměli.

## Vzdělání
Friedman se narodil jako Wolf Friedman v židovské rodině v Kišiněvě v Moldavsku (tehdejší Besarábie). Jeho otec pracoval jako překladatel a lingvista pro ruskou poštu a matka byla dcerou zámožného obchodníka s vínem. Jako Židé však byli pronásledováni a proto uprchli roku 1893 do Pittsburghu v USA. O tři roky později bylo jeho křestní jméno změněno na William.
Jako dítě se Friedman seznámil v povídce Zlatý brouk od Edgara Allana Poea s kryptografií a to jej přivedlo k jeho celoživotnímu zájmu o tento obor. Studoval na Michigan Agricultural College (dnes známé jako Michigan State University) v East Lansingu a získal stipendium na práci v oblasti genetiky na Cornell University.

## Kariera

### Riverbank Laboratories

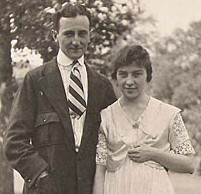
William a Elizebeth Friedman, 1917

V září 1915 po ukončení studia nastoupil Friedman do Riverbank Laboratories v americkém městě Ženeva nedaleko Chicaga ve státě Illinois, kterou založil Georg Fabyan (1867–1936). Tento bohatý obchodník s textilem tam zaměstnával dvanáct výzkumníků, kteří pracovali na široké škále témat v přírodních, technických a humanitních vědách. Jednalo se o obory jako akustika, chemie, genetika a nové se věnovali také kryptologii. Georg Fabyan se rozhodl provozovat i výzkumnou laboratoř s vlastním genetickým projektem a do jejího vedení povolal Friedmana.
Dalším Fabyanovým oblíbeným projektem byl výzkum tajných zpráv, které sir Francis Bacon údajně ukryl v různých textech během vlády Alžběty I. a Jakuba I. Výzkum vedla Elizabeth Wells Gallup, která věřila, že v dílech Williama Shakespeara objevila mnoho takových poselství a že jejich autorem je právě Francis Bacon. Friedman byl požádán, aby odcestoval do Anglie a pomohl fotografovat historické rukopisy. Při této práci se seznámil s vynikající kryptografkou Elizebeth Smith, se kterou se oženil.
Friedman se brzy se stal ředitelem Oddělení kódů a šifer v Riverbank a Oddělení genetiky. Během této doby Friedman napsal sérii osmi článků o kryptografii, souhrnně známých Riverbank Publications, včetně prvního popisu indexu náhody, důležitého matematického nástroje v kryptoanalýze.
Se vstupem Spojených států do první světové války nabídl Fabyan vládě služby svého Oddělení kódů a šifer. Riverbank se tak brzy stal neoficiálním kryptografickým centrem americké vlády. Během tohoto období manželé Friedmanovi odhalili kodex používaný Německem a financovaný indickými radikály v USA, kteří plánovali dodávat zbraně do Indie, aby získali nezávislost na Británii. Při analýze formátu zpráv si Riverbank uvědomil, že kód byl založen na jakémsi slovníku, což byla v té době běžná kryptografická technika.
Během první světové války se vláda Spojených států rozhodla zřídit vlastní kryptologickou službu a vyslala armádní důstojníky do Riverbanku, aby se cvičili pod Friedmanem. Na podporu programu napsal Friedman řadu technických monografií, kterých do začátku roku 1918 dokončil sedm. Poté narukoval do armády a odjel do Francie, kde sloužil jako osobní kryptograf generála Johna J. Pershinga.
V roce 1920 se Friedman vrátil do USA a v roce 1922 vydal Index shody a jeho aplikace v kryptografii, která byla v té době považována za nejdůležitější publikaci moderní kryptografie. Jeho texty pro armádní kryptografický výcvik byly dobře promyšlené a zůstaly utajeny po několik desetiletí.

### Signálová zpravodajská služba (SIS)

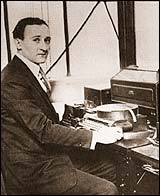
William Friedman u šifrovacího stroje, 1919

V roce 1921 se Friedman stal hlavním kryptoanalytikem ministerstva války a později vedl Signálovou zpravodajskou službu (SIS). Tuto pozici zastával čtvrt století. Během své práce u SIS zavedl nové termíny (například kryptoanalýza) a napsal mnoho monografií o kryptografii. Jednou z nich byla první verze Základy kryptoanalýzy, která byla později rozšířena na čtyři svazky a stala se hlavní kryptografickou učebnicí a příručkou americké armády.
V roce 1930 si Friedman uvědomil, že matematické a jazykové znalosti jsou pro práci SIS nezbytné, a podařilo se mu získat do svého týmu tři vynikající mladé matematiky. Byli to Solomon Kullback, Frank Rowlett a Abraham Sinkov. Ti se velmi osvědčili, protože s nimi spolupracoval až do konce svého života. Kromě toho se mu také podařilo najmout Johna Hurta, který mluvil plynně japonsky.

### Šifrovací stroje

#### HEBERN - rotorový šifrovací stroj

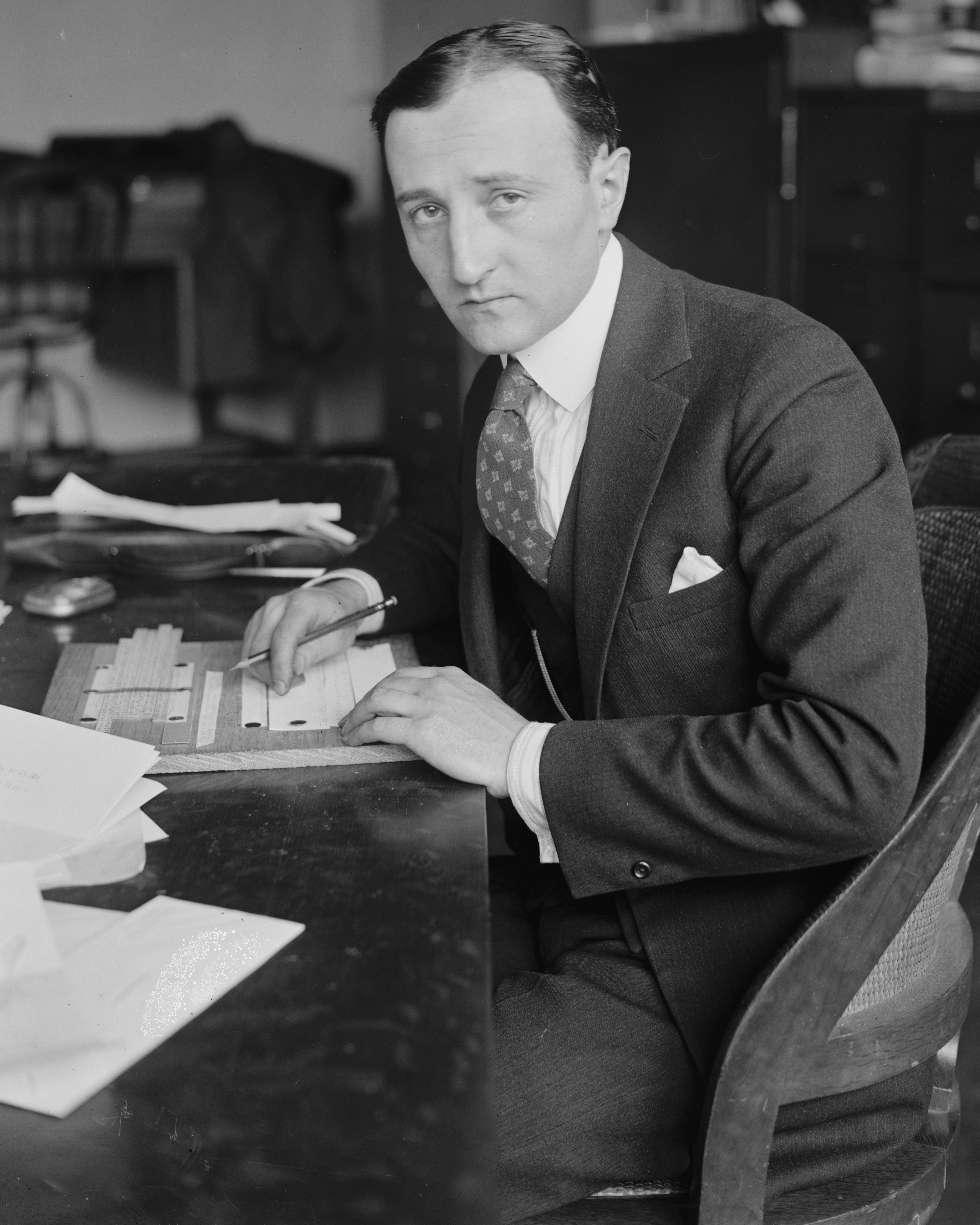
William Friedeman ve své kanceláři, 1924

Během 20. let 20. století bylo vyvinuto několik nových šifrovacích strojů, které byly založeny na mechanice psacích strojů a elektrických obvodech. Jedním z prvních byl rotorový stroj HEBERN, navržený v USA v roce 1915 Edwardem Hebernem. Tento systém nabízel velkou bezpečnost a jednoduchost použití. Dekódování znamenalo vyzkoušet 12 miliónů možností.
Friedman si uvědomil, že nové rotorové stroje budou důležité, a věnoval čas analýze Hebernova stroje. V průběhu let rozvinul principy analýzy a objevil několik problémů, které byly společné pro většinu rotorových strojů. Shromáždil dostatek šifrovaného textu a použil standardní statistickou metodu známou jako kappa test. Ten umožňoval, i když s velkými obtížemi, rozluštit jakoukoli šifru generovanou rotorovými stroji.

#### SIGABA - rotorový šifrovací stroj

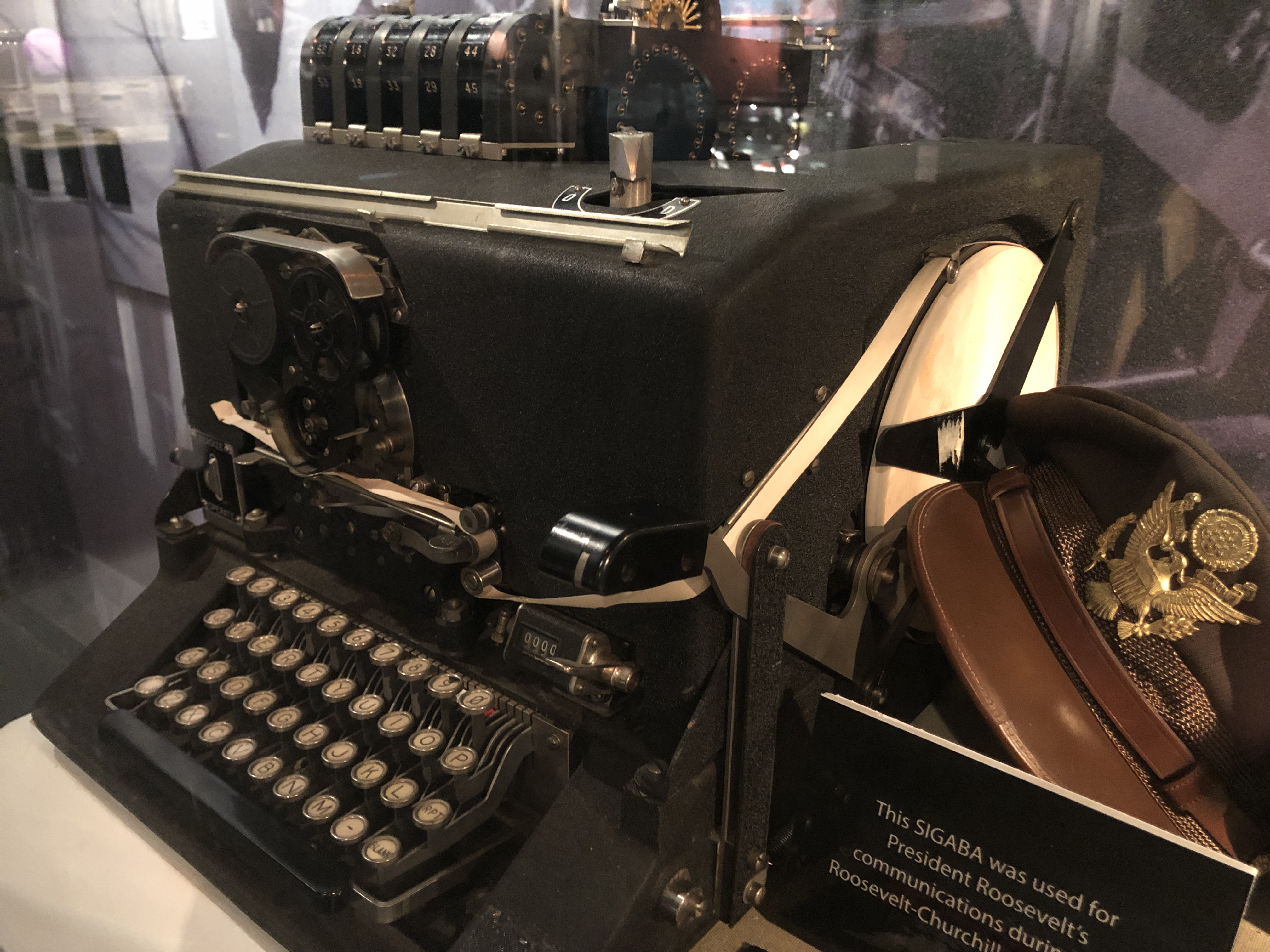
Šifrovací stroj SIGABA

Friedman využil své znalosti rotorových strojů k vývoji několika dalších, které byly imunní vůči jeho vlastním útokům. Nejlepší z nich byl SIGABA, který byl předurčen k tomu, aby se stal za druhé světové války nejbezpečnějším šifrovacím strojem v USA. V námořnictvu ho označovali zkratkou ECM Mark II. a byl vyráběn firmou Teletip, jejíž sídlo bylo v Chicagu. Bylo jich vyrobeno něco málo přes 10 000 kusů. Patent na SIGABA byl podán na konci roku 1944, ale byl držen v tajnosti až do roku 2001. Byl tak vydán dlouho po Friedmanově smrti jako americký patent 6 175 625.

#### PURPLE - japonský šifrovací stroj
V roce 1939 zavedli Japonci pro svůj nejcitlivější diplomatický styk nový šifrovací stroj PURPLE, který na rozdíl od německé ENIGMY nebo HEBERN nepoužíval rotory, ale krokové spínače podobné těm v automatických telefonních ústřednách. O rozluštění se měla postarat SIS. Týmu vedenému Friedmanem a Rowlettem se to po několika měsících povedlo, neboť se jim podařilo postavil stroj s použitím identického modelu spínače, který si vybral japonský konstruktér. S duplicitními stroji a pochopením PURPLE tak mohla SIS dešifrovat velké množství japonských zpráv. Jednou z nich byla zpráva ze 7. prosince 1941, která japonskému velvyslanectví ve Washingtonu, D.C. nařizovala ukončení jednání s USA. Zpráva jasně naznačovala blížící se válku a měla být doručena americkému ministerstvu zahraničí jen několik hodin před útokem na Pearl Harbor. Ještě ve 21. století se vede spor, zda USA o útoku na Pearl Harbor věděly předem.

#### ENIGMA - britský šifrovací stroj
V roce 1941 byl Friedman hospitalizován s nervovým zhroucením, které bylo připisováno duševnímu vypětí při práci na PURPLE. Zatímco byl v nemocnici, Abraham Sinkov a Leo Rosen ze SIS a poručík Prescott Currier a poručík Robert Weeks z amerického námořnictva navštívili britské zařízení v Government Code and Cypher School v Bletchley Parku poblíž města Milton Keynes v anglickém hrabství Buckinghamshire, asi 80 km na severozápad od Londýna. Předali zde Britům stroj PURPLE výměnou za podrobnosti o konstrukci stroje ENIGMA a o tom, jak byla šifru dešifrována. Friedman pak v dubnu 1943 opět navštívil Bletchley Park a sehrál klíčovou roli při přípravě dohody BRUSA z roku 1943.

### Národní bezpečnostní agentura
V roce 1949 se Friedman stal vedoucím kryptografického oddělení nově vytvořené Agentury pro bezpečnost ozbrojených sil (AFSA) a v roce 1952 se stal hlavním kryptologem Národní bezpečnostní agentury (NSA). Během svých prvních let v NSA se snažil, aby byl vyvinut pravděpodobně první superpočítač. I když nikdy nebyl přesvědčen, že by stroj mohl mít schopnosti lidské mysli.
Friedman byl i dobrým pedagogem a vytvořil klasickou sérii učebnic Vojenská kryptoanalýza, která byla používána k výcviku studentů NSA. Tyto učebnice byly revidovány a rozšířeny Friedmanovým nástupcem Lambrosem D. Callimahosem pod názvem Vojenská kryptoanalytika a použity k výcviku mnoha dalších kryptoanalytiků.
Friedman strávil většinu svého volného času snahou rozluštit slavný Voynichův rukopis, který byl údajně napsán někdy mezi lety 1403-1437. Po čtyřech desetiletích studia však nakonec musel přiznat porážku a přispěl pouze kvalifikovaným odhadem jejího původu a významu.
V roce 1955 Friedman inicioval jménem NSA tajnou dohodu s Crypto AG, švýcarským výrobcem šifrovacích strojů. Dohoda vyústila v kompromitaci mnoha strojů společnosti, takže zprávy, které produkovaly, se staly prolomitelnými pro NSA.

## Konec života
Friedman odešel do důchodu v roce 1956 a se svou ženou Elizebeth Friedman obrátil svou pozornost k problému, který je původně svedl dohromady - zkoumání údajných Baconových kódů. Společně napsali knihu Výzkum Shakespearových šifer, ve které se snažili dokázat, že skryté šifry v Shakespearově díle neexistují.
Koncem 60. let se Friedmanovo zdraví začalo zhoršovat a v roce 1969 zemřel. Byl pohřben na Arlingtonském národním hřbitově ve státě Virginie. Po své smrti tam byla pohřbena i jeho žena.
Friedman měl se svou ženou Elizebeth dvě děti Barbaru Friedmanovou (později Atchisonovou) a Johna Ramsayho Friedmana.

## Vyznamenání a odkaz

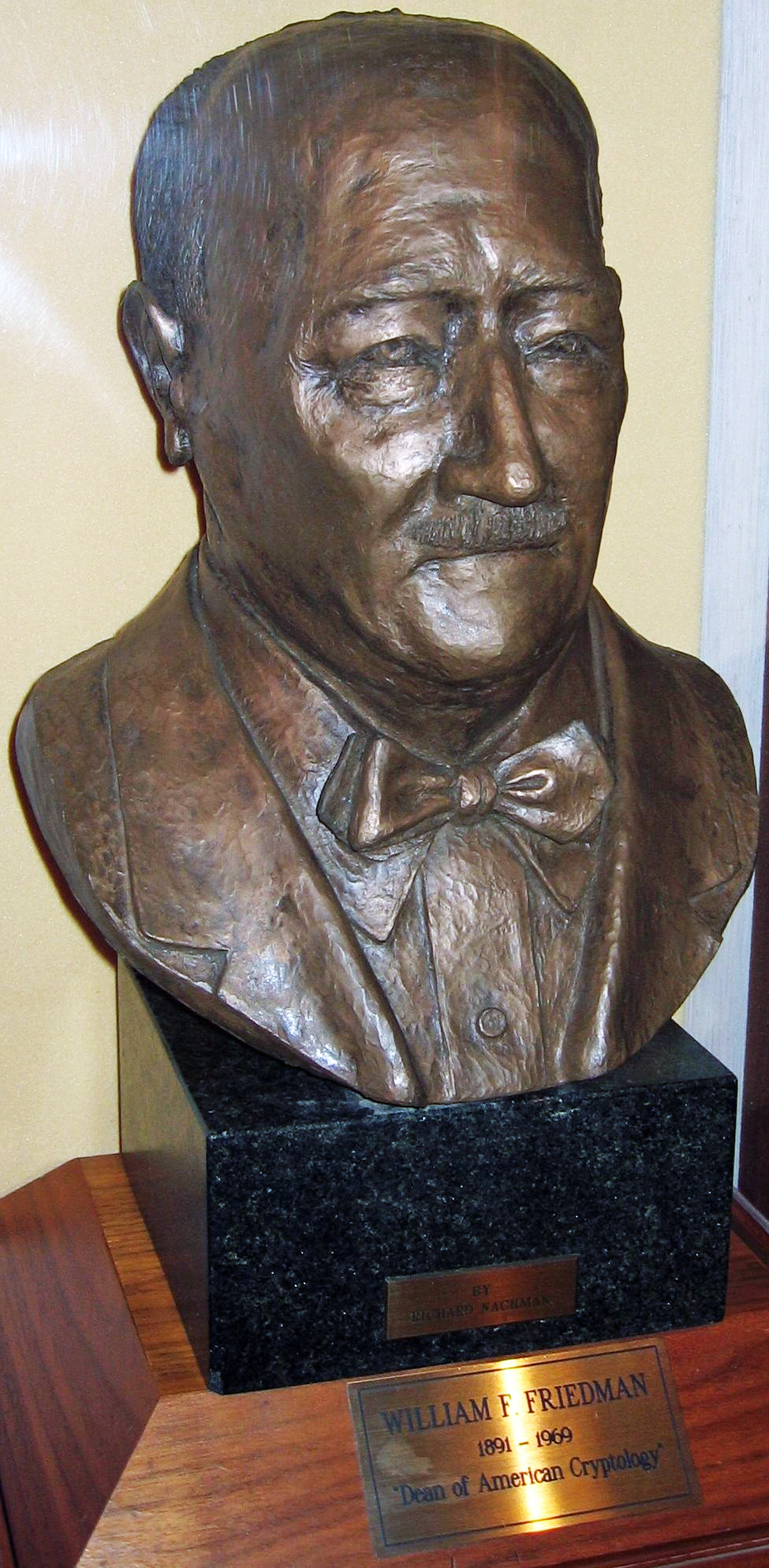
Friedmanova busta, Národní kryptologické muzeum

- William Friedman a jeho žena darovali své archivy knihovně Nadace George C. Marshalla, která nechala materiály překlasifikovat společně s Národní bezpečnostní agenturou NSA.
- V roce 1946 byl Friedman oceněn Medailí cti, v té době nejvyšším americkým vyznamenáním.
- Prezident Harry Truman mu udělil medaili za zásluhy a Dwight Eisenhower mu udělil medaili za národní bezpečnost.
- Na jeho počest je pojmenována Friedman Hall, která se nachází ve Fort Huachuca v Arizoně.
- V roce 1999 byl uveden do síně slávy Národní bezpečnostní agentury (NSA). V jejím komplexu ve Fort Meade v Marylandu je budova pojmenovaná po Williamovi a Elizebeth Friedmanových.
- V románu Neala Stephensona Cryptonomicon je postava Komandér Schoen, která je do značné míry inspirován Friedmanem. Ve svém poděkování Stephenson píše: Mezi všemi těmi velkými válečnými hackery musí být vysloveno velké uznání Williamu Friedmanovi, který obětoval své zdraví, aby prolomil japonskou strojovou šifru zvanou Purple ještě předtím, než válka vůbec začala.

## Publikace
- William Friedman: Index shody a jeho aplikace v kryptografii, Oddělení šifer. Publ 22. Ženeva, Illinois, USA: Riverbank Laboratories (1922)
- William Friedman: čtyřdílné Základy kryptoanalýzy, Oddělení šifer. Ženeva, Illinois, USA: Riverbank Laboratories (1922)
- William a Elizebeth Friedman: Výzkum Shakespearových šifer, Cambridge University Press (1957)
- William Friedman: Předběžná historická zpráva o řešení stroje 'B' na Wayback Machine (1960)